# ジョン・ラムリー＝サヴィル (第7代スカーバラ伯爵)
第7代スカーバラ伯爵ジョン・ラムリー＝サヴィル（英語: John Lumley-Savile, 7th Earl of Scarbrough、出生名ジョン・ラムリー（John Lumley）、1760年6月15日 – 1835年2月24日）は、イギリスの貴族、聖職者。

## 生涯
第4代スカーバラ伯爵リチャード・ラムリー＝サンダーソンと妻バーバラ（Barbara、旧姓サヴィル（Savile）、1797年7月22日没、第7代準男爵サー・ジョージ・サヴィルの娘）の四男として、1760年6月15日にサンドベックで生まれた。イートン・カレッジで教育を受けた後、1780年3月31日にケンブリッジ大学キングス・カレッジに入学、1782年にM.A.の学位を修得した。
聖職者としての道を歩み、1784年9月27日にウィンタリンガムの教区牧師に、1793年6月14日にソーンヒルの教区牧師に任命された。
1807年9月28日、国王の認可状を受けて「サヴィル」を姓に加えた。
1832年6月17日に兄リチャードが死去すると、スカーバラ伯爵位を継承した。
1835年2月24日、ドンカスター近くで狩猟しているときに落馬事故を起こして死亡、リンカンシャーのサクシルビーで埋葬された。息子ジョンが爵位を継承した。

## 家族
1785年11月5日、アンナ・マリア・ヘリング（Anna Maria Herring、1766年3月1日 – 1850年3月16日、ジュリネス・ヘリングの娘）と結婚、3男4女をもうけた。
- ジョージ・オーガスタス（1786年 – 1807年[4]）
- ジョン（英語版）（1788年7月18日 – 1856年10月29日） - 第8代スカーバラ伯爵[1]
- アンナ・マリア（1789年 – ?） - 夭折[4]
- アンナ・マリア（1791年 – 1840年5月5日[4]）
- ルイーザ・フランシス（1794年 – 1885年1月7日） - 1825年9月25日、トマス・カター（Thomas Cator、1864年8月24日没）と結婚、子供あり[4]
- ヘンリエッタ・バーバラ（1796年 – 1864年7月27日） - 1821年9月2日、フレデリック・マナーズ＝サットン（Frederick Manners-Sutton、ジョン・マナーズ＝サットン（英語版）の息子）と結婚。1837年8月24日、ジョン・ロッジ・エラートン（英語版）（John Lodge Ellerton）と再婚[4]
- リチャード（1800年9月16日 – 1818年7月17日[4]）